# 潘知麟
潘知麟（？—940年），五代十国后晋官员，陕州（治今河南省三门峡市陕州区）人。
潘知麟开始是安从进帐下牙校，历任数镇。天福五年（940年）安从进担任山南东道节度使，同平章事，镇守襄阳，暗蓄叛离之心，擅自截取楚国从湖南送往后晋朝廷的进贡物品，招纳亡命之徒，增加扩充兵众。潘知麟时任押牙，和都押牙王令謙劝阻安从进。安从进不听，将他杀害。天福七年（942年）六月，朝廷得知其事，追赠他为顺州刺史，让高行周访查他的骨肉，加以安抚叙录。

## 注
1. ↑  《永乐大典》卷六千八百五十
2. ↑  《资治通鉴》卷二百八十二
3. ↑  《册府元龟》卷一百四十